# 施泰爾貝格湖

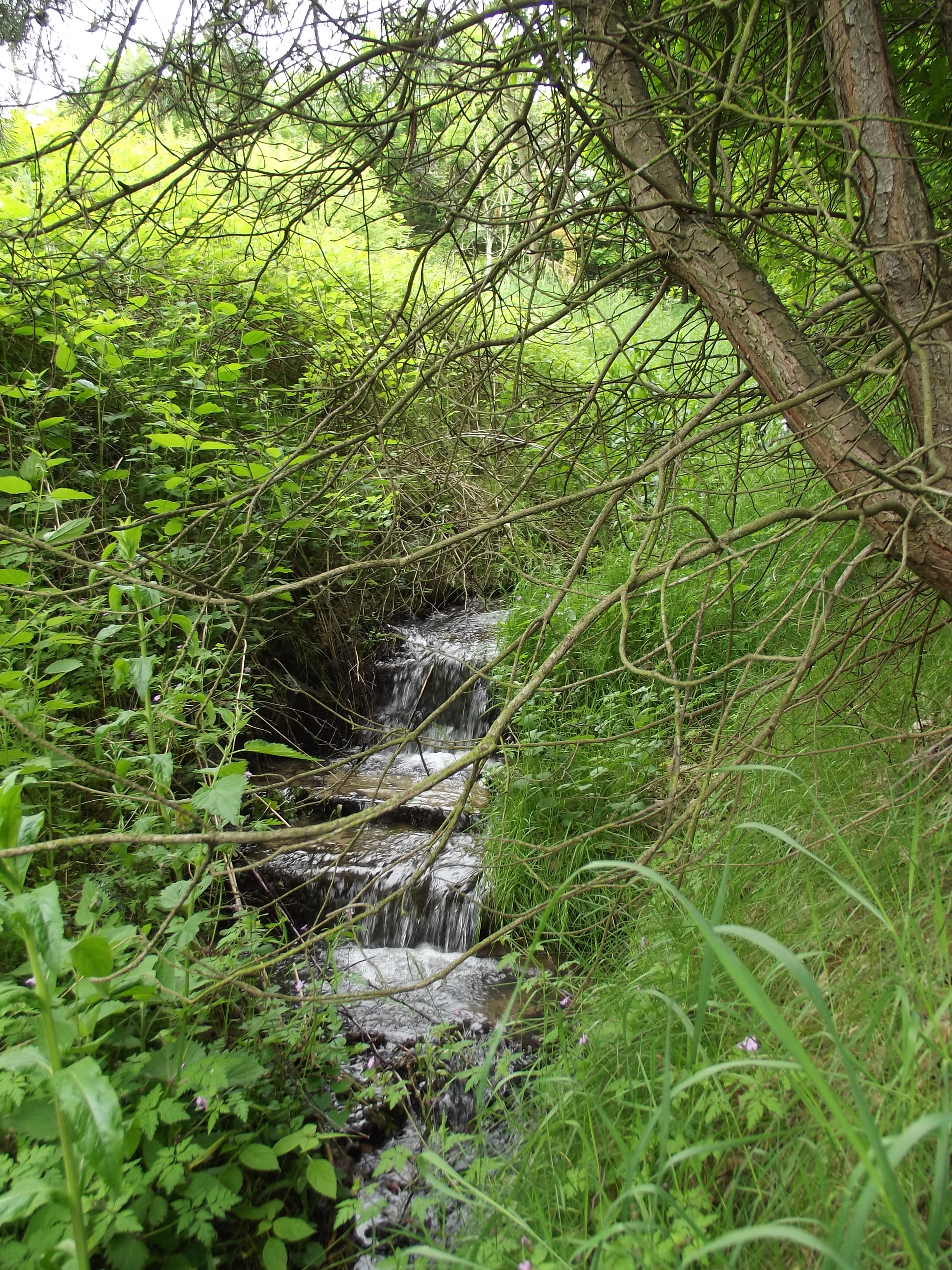

51°12′48″N 9°33′8″E / 51.21333°N 9.55222°E
施泰爾貝格湖（德語：Stellbergsee），是德國的湖泊，位於該國中部，由黑森州負責管轄，處於施瓦爾姆-埃德爾縣，長0.1公里，面積0.01平方公里，海拔高度356米，最大水深30米。